# Stiptotarsus latetarsatus
Stiptotarsus latetarsatus là một loài bọ cánh cứng trong họ Bọ hung (Scarabaeidae).